# 12777 Manuel
12777 Manuel (1994 QA1) là một tiểu hành tinh vành đai chính được phát hiện ngày 27 tháng 8 năm 1994 bởi P. Antolini và G. Zonaro ở Pleiade Observatory.